# Alberto Rivolta
Alberto Rivolta (Lissone, 4 novembre 1967 – Monza, 3 novembre 2019) è stato un calciatore italiano, di ruolo difensore.

## Carriera

### Giocatore

#### Club
Cresciuto nella Pro Lissone, si trasferisce tredicenne nel vivaio dell'Inter, con cui percorre tutta la trafila delle giovanili. Esordisce in prima squadra il 15 dicembre 1985 sul campo del Como, disputando poi un'altra partita nel corso della stagione 1985-1986. Sempre in quell'annata debutta in Coppa UEFA, contro il Lask Linz, e gioca nella trasferta sul campo del Legia Varsavia, a causa di numerosi infortuni dei compagni di squadra.
Rimane in forza ai nerazzurri nella stagione successiva, nella quale colleziona una presenza in Coppa UEFA, e nel campionato 1987-1988 scende in campo il 25 ottobre contro la Juventus subentrando a Salvatore Nobile, risultando uno dei migliori in campo, prima di trasferirsi nella sessione autunnale del mercato al Parma, in Serie B. La stagione in gialloblù lo vede poco impiegato, a causa di un infortunio che limita a 5 le sue presenze in campionato.
Nell'estate 1988 l'Inter lo cede in comproprietà al Cosenza, sempre tra i cadetti; in ottobre, viene riscattato dai nerazzurri senza aver mai giocato con i calabresi. Nella stagione 1988-1989, conclusa con la vittoria dello scudetto, scende in campo per l'ultima volta con la maglia dell'Inter, alla penultima giornata sul campo del Torino. Nell'ottobre 1990 viene ceduto a titolo definitivo al Livorno, in Serie C2, e conclude la carriera tre anni più tardi, appena venticinquenne, con la maglia del Seregno, dove approda nel gennaio 1992 andando a segno nella sua prima apparizione, contro il Chieri.

#### Nazionale
Ha fatto parte della nazionale under 20 al mondiale di categoria del 1987 giocato in Cile.

### Dopo il ritiro
Nel 1994 sviluppò un ependimoma midollare, rara forma di tumore che lo costrinse alla sedia a rotelle. La malattia ne ha poi causato la morte il 3 novembre 2019, alla vigilia del cinquantaduesimo compleanno.

## Palmarès

### Club
- Campionato italiano: 1

Inter: 1988-1989